# Kinesisk alm
Kinesisk alm, (Ulmus parvifolia) är en art i familjen almväxter. Arten förekommer naturligt i Kina, Japan, Nordkorea och Vietnam.
Växten är mycket lämplig till bonsaiodling, då den är städsegrön, klarar att vara inomhus året runt och är mycket resistent mot almsjuka.
För beståndet är inga hot kända. IUCN listar arten som livskraftig (LC).